# Olli Rehn
Olli Ilmari Rehn (født 31. marts 1962) er en finsk økonom og politiker, der var været leder af Finlands Bank (guvernør) siden 2018. Rehn er medlem af Centerpartiet og har tidligere været Europa-Kommissær fra 2004 til 2014 og økonomiminister i Juha Sipiläs regering fra 2015 til 2016. Rehn stiller op til præsidentvalget i Finland i 2024.
Olli Rehn blev kortvarigt kommissær for virksomhed og informationssamfund i 2004 i Prodi-kommissionen som afløser for Erkki Liikanen der gik af for at blive centralbankchef. I Barroso-kommissionen var han kommissær for udvidelse fra 2004 til 2010, og næstformand og kommissær for økonomiske og monetære anliggender fra 2010 til 2014.
Rehn var medlem af Europa-Parlamentet fra 1995 til 1996 og blev igen valgt til parlamentet ved valget i 2014 og blev en af parlamentets 14 næstformand.
I 2015 blev Rehn valgt ved Rigsdagsvalget til den finske rigsdag med 6.837 stemmer. Hans periode i Europa-Parlamentet sluttede 27. april, da Rehn indtrådte i Rigsdagen.29. maj 2015 blev Rehn udnævnt til økonomiminister i Juha Sipiläs regering. I løbet af sin embedsperiode førte han tilsyn med, at landet kom ud af en treårig recession takket være en kombination af skatte- og udgiftsnedskæringer. Han spillede også en vigtig rolle i at overtale fagforeningerne til at gå med til lønnedgang for at genoprette konkurrenceevnen.

I juni 2023 annoncerede Olli sit kandidatur til det finske præsident 2014.
Rehns mor, Vuokko Rehn, var også politiker.